# Prima Donnas
Prima Donnas je filipínský televizní seriál vysílaný na stanici GMA Network od 19. srpna 2019. Hlavní role ztvárnili Jillian Ward, Althea Ablan a Sofia Pablo.

## Obsazení
| Jillian Ward   | Donna Marie „Mayi“ Madreal                    |
| Althea Ablan   | Donna Belle „Ella“ Salazar Claveria / Madreal |
| Sofia Pablo    | Donna Lyn „Lenlen“ Salazar Claveria / Madreal |
| Katrina Halili | Lilian Madreal                                |
| Wendell Ramos  | Jaime Antonio Claveria                        |
| Chanda Romero  | Lady Primarosa „Prima“ Claveria               |
| Benjie Paras   | Agaton Salazar                                |
| Aiko Melendez  | Maria Kendra Fajardo                          |
| Elijah Alejo   | Brianna Fajard                                |